# بخش تروی (شهرستان دلاور، اوهایو)
بخش تروی (به انگلیسی: Troy Township) یک منطقهٔ مسکونی در ایالات متحده آمریکا است که در شهرستان دلاویر، اوهایو واقع شده‌است.
 بخش تروی ۶۳٫۵ کیلومتر مربع مساحت و ۲٬۱۱۵ نفر جمعیت دارد و ۲۸۲ متر بالاتر از سطح دریا واقع شده‌است.